# Shakugan no Shana
Shakugan no Shana (яп. 灼眼のシャナ, Сякуган но Сяна), також знана як Сяна — серія ранобе, написаних Такахаші Яшічіро та проілюстрованих Нойджі Іто, а також пов'язаних з ними творів аніме і манґи. Видавництво ASCII Media Works в період з листопада 2002 року по листопад 2012 опублікувало 26 романів у своєму виданні Dengeki Bunko. Центральним персонажем твору є звичайний учень вищої школи Сакаї Юджі, що опинився втягнутим в боротьбу двох протидіючих сил та став на бік Сяни, борця за баланс у світі. Цей серіал поєднує в собі такі жанри як фентезі і повсякденність.
Окрім романів також вийшло 12 томів манґи (10 томів Shakugan no Shana та 2 томи Shakugan no Shana X Eternal song: Harukanaru Uta). Їх випуском займалася компанія ASCII Media Works, а публікація відбувалася в журналі Dengeki Maoh. На основі новели був знятий аніме-телесеріал, що складається з трьох сезонів: Shakugan no Shana (демонструвався на японському ТБ з жовтня 2005 року по березень 2006 року), Shakugan no Shana Second (з жовтня 2007 року по березень 2008 року) та Shakugan no Shana Final (з жовтня 2011 року по березень 2012 року). Сезони виходили під час випуску «лайт-новел», кожен з них включає в себе по 24 серії. Також влітку 2007 року вийшов повнометражний художній фільм. Відеогра для консолі PlayStation 2 вийшла в березні 2006 року, а в березні 2007 року була портована на Nintendo DS. За повідомленням «Майніті Сімбун», в 2008 році жіноча шкільна форма для косплея із цього аніме посіла третє місце за кількістю проданих. У 2009—2010 роках також вийшов OVA-серіал з чотирьох епізодів під назвою Shakugan no Shana S.
На території США романи та перша серія манґи були ліцензовані компанією Viz Media, проте потім випуск був припинений. Компанія Geneon спочатку придбала права на перший сезон аніме для демонстрації в США, але пізніше ліцензія перейшла до Funimation Entertainment, яка ліцензувала також й інші сезони. Критики позитивно висловлювалися про серію Shakugan no Shana за підношення в серіалі типових елементів жанру та їх розвиток у бік поліпшення. Проте також існувала проблема з ритмом розвитку сюжету.

## Сюжет
Одного дня звичайний японський школяр Сакаї Юджі повертався додому. Але раптом абсолютно все завмерло, а простір забарвився в червоний колір. Єдиний, хто це бачив та усвідомлював, був Юджі. Люди стояли нерухомо, машини не рухалися, маленька дитина зависла падаючи. І з'явилася істота схожа на величезну ляльку, і почала пожирати людей. Розгублений Юджі закричав, звернувши на себе увагу істоти. Лялька потягнула руку до нього, але удар вогняного меча зі свистом відрубав її. Тоді Юджі побачив дивну дівчину з яскравими волоссям, яка є так званим Вогненним Туманом, завдання якого полювати на монстрів Томогара та їхніх слуг — Рінне. Томогара живуть у своєму власному «Багряному світі» та приходять в людський світ лише для того, щоб збирати «енергію існування».
Ще дивнішим виявилося те, що за словами рятівниці Юджі він був уже мертвий — за кілька днів до цієї події справжнього юнака вже з'їли та замінили на Факел, якими Томогара замінюють з'їдених людей, щоб їх раптове зникнення не призвело до колапсу світу. Це лише тимчасовий замінник, який потихеньку згорає, забираючи з пам'яті людей всі спогади про цю людину. Однак юнак вирішив не сидіти склавши руки та не чекати сумної долі.

## Світ Сяни
Вогняний Туман
Воїни, чиє завдання полягає у збереженні миру від колапсу. Кожен Вогняний Туман працює спільно з Багровим Королем і успадковує частину його сили.
Томогара
Істоти, які в більшості випадків, не піклуючись про баланс світу, використовують Енергію Існування в особистих цілях та є основними противниками Вогняних Туманів. Однак, є й такі томогара, які наперекір своїм примхам дбають про баланс світу і прагнуть поїдати енергію існування в менших кількостях або поїдати тільки енергію існування факелів перед їх природним зникненням.
Багряний Король
Найсильніші томогара. Деякі з них укладають контракти з Вогняними Туманами, передаючи їм частину своєї сили, щоб охороняти світ від колапсу і битися з тими Томогара, які прагнуть порушити баланс. Такі Багряні королі найчастіше виглядають у вигляді магічних предметів, наприклад, книги або амулета (при цьому, сам Вогняний Туман вибирає яким саме буде магічний предмет). Поява Багряного Короля в нашому світі може призвести до невиправних наслідків, бо його силу дуже складно стримувати та контролювати. У разі смерті Вогняного Туману, його Багряний Король змушений піти зі світу людей. Однак Сяна володіє можливістю вивільняти Аластора, не зашкодивши при цьому світові людей.
Рінне
Слуги Томогара. Дістають Енергію існування для своїх господарів, як правило, поїдаючи людей.
Печатка
Особливий простір, в якому зупиняється час. Все, що знаходиться всередині нього, відділяється від реального світу, «запечатується». Встановлюється Вогняними туманами і Томогара, щоб приховати сліди своєї діяльності. Крім того, в Печатці відбуваються битви. Слід зазначити, що об'єкти реального світу можуть бути пошкоджені навіть усередині Печатки. Перед її зняттям все, що було пошкоджено — відновлюється за допомогою Енергії існування.
Енергія Існування
Так зване паливо для людей, та джерело магічної сили для Вогняних Туманів і Томогара. Головний об'єкт полювання для останніх. Саме за нею Томогара приходять в наш світ та заради неї пожирають людей.
Смолоскип
Є тимчасовою заміною для людей, чия енергія існування була з'їдена Томогара. Їх створюють, щоб запобігти колапсу світу. Головна особливість Смолоскипу в тому, що під час його згасання (тобто вичерпання енергії існування) згасає й пам'ять людей про ту людину, якого замінив Смолоскип. Таким чином, до моменту зникнення Смолоскипу виходить так, що з'їденої людини начебто взагалі не існувало.
Містес
Особливий різновид Смолоскипу, що містить в собі Хогу. Мають деякі переваги перед звичайними Смолоскипами. Наприклад, Містеси здатні відрізняти людину від Смолоскипу, на них не діють обмеження Печатки тощо.
Хогу
Магічний артефакт. Може дати своєму власникові нові здібності або використовуватися як зброя. Різні Хогу володіють різними властивостями.
Хогу Опівнічне Дитя
Рівно о дванадцятій годині ночі повністю відновлює енергію існування свого господаря. Завдяки цьому Хогу Юджі жевріє, як звичайні Смолоскипи, через виснаження енергії існування.
Хогу Геральда
Хогу, яке Філес дала Йошіді для того, щоб та ціною свого життя викликала Філес для допомоги в бою. Насправді не вбиває користувача. Зберігає частину душі Йохана.

## Персонажі

### Люди
- Танака Ейта — однокласник Юджі, до 2 сезону допомагав Марджорі таі захоплювався нею, однак припинив допомагати після несправжньої «смерті» Огати.
- Кейсаку Сато — однокласник Юджі, допомагав Марджорі та був закоханий у неї, брав участь в деяких битвах з Томогара.
- Тіигуса Сакай — мати Юджі Сакая, допомагала порадами Сяні, вчила її готувати.
- Огата Матаке — однокласниця Юджі та Сяни, кохає Ейту.
- Іке Хаято — найкращий друг Юджі, однак не здогадується, ким він є.
- Йошіда Кадзумі — однокласниця Юджі, закохана в нього, бореться за Юджі проти Сяни, в першому сезоні дізнається про світ Багряних і про те, ким є Юджі, але кохає його все одно.

### Вогняні Тумани та Багряні Королі
- Сяна, Полум'яволосий Вогнеокий Мисливець — головна героїня аніме та манги Shakugan no Shana. Найчастіше вона сфокусована на своїй посаді в ролі Вогняного Туману (це можна помітити в другій серії, коли Юджі питав у неї ім'я, на що вона відповідала йому, що вона лише Вогняний Туман та ім'я їй не потрібно). Що ж до її відношення до Сакаї Юджі, то вона вважає його просто Смолоскипом, навіть часто називає його як предмет. Однак згодом вона починає замислюватися про нього, як про хлопця, та розуміє, що закохана в нього.

- Аластор, Всепоглинаюче Полум'я між Небом та Землею — пов'язаний із Сяною Багряний Король. Зазвичай має форму кулону з танцюючими в ньому іскрами полум'я. Вважається одним з найсильніших Багряних Королів.

- Марджорі До — Вогняний Туман. Марко часто називає її «Мій коханий кубок», від чого страждає. Однак, як виявляється згодом — Марджорі в якомусь сенсі є запечатаною посудиною для тих почуттів, через які вона й стала Вогненним Туманом.

- Маркосіас, також просто Марко або, як його називає Маджорі, «Дурак-Марко» — Багряний Томогара, що має форму грімуару.

- Вільгельміна — покоївка, що працювала в Небесному палаці; Вогняний туман, Володарка тисячі стрічок, бере участь у війні з Маскарадом.
  - Тіамат — Багряна королева, пов'язана з Вільгельміною, використовується як маска під час бою та як хустка для служниць.

### Маскарад
- Маскарад — армія Томогара та Ріннерів, яка бореться проти Вогняних туманів.
- Геката — одна з ватажків Маскараду, хотіла дістати Опівнічне Дитя для створення Фонтану Енергії.
- Шідонай тисяча змін — ватажок Маскараду, поклоняється Гекаті, навіть кохає її, старий ворог Марджорі, один із Генералів під час битви з Вогняними туманами в 3 сезоні.
- Бел Пеол — очільниця Маскараду, що володіє ланцюгами як зброєю.
- Змій Фестивалю (Сакаї Юджі) — бог Багряних, що вселився в тіло Юджі на початку 3 сезону, стає верховним командувачем Маскараду.

### Томогара та Ріннери
- Мисливець Фріагне
- Маріанна
- Збирач Мертвих Рамі
- Сорат Айдженджі
- Тіріель Айджента
- Райдужні Крила Меріхім

### Містеси
- Юджі Сакаї — володар хогу Опівнічне Дитя (кожну північ повністю відновлює Енергію існування господаря). Головний герой ранобе та аніме. У другому сезоні відкривається таємниця його Полуночного Дитя, в якому опинилася запечатана сила срібного. У третьому сезоні стає богом Томогара — Змієм Фестивалю.
- Теммоку Ікко
- Йохан (Безсмертний Коханець)